# Bartolomé Ramos de Pareja
Bartolomé Ramos de Pareja  (25 janvier 1440 - c. 1522) est un mathématicien espagnol, théoricien de la musique et compositeur. Il est l’auteur d’un traité pratique de musique rédigé en latin.

## Biographie
La plupart des détails biographiques concernant Bartolomé Ramos de Pareja se trouvent indiqués par l’auteur lui-même  à la fin de son traité  De música práctica; il est né à Baeza (Jaén) en 1440 et a été disciple de Juan de Monte. Il indique avoir obtenu la chaire de musique de l’Université de Salamanque à la suite des commentaires qu’il avait rédigés à propos du traité de Boèce. 
À Salamanque, il eut de nombreuses conversations et débats avec Pedro de Osma au sujet des théories musicales.

## Apports théoriques
En 1482, il publie le traité De música práctica, dans lequel il propose une nouvelle division du monocorde d'accordage allant jusqu’à cinq et rompant ainsi avec le système d'accord pythagoricien de l'Ars antiqua qui avait dominé le monde médiéval de la musique avec les théories de Boèce et Guido d'Arezzo. Le système d'accordage en cours permettait d’obtenir des quartes et des quintes justes parfaitement consonantes, mais les tierces et sixtes étaient imparfaites. Cette nouvelle division ne fut que progressivement acceptée.
Il partit travailler en Italie, principalement à Bologne où ses théories engendrèrent des controverses sérieuses, voire des polémiques, de la part des conservateurs tels que Franchini Gaffurio.
Après un long séjour, il s’installa à Rome, où il est mort peu de temps après, vers 1522.
Son intention était de combler le fossé entre la théorie musicale et l’expérience réelle des musiciens.
À cette fin, il a cherché à rendre consonantes les tierces et sixtes, alors dissonantes. Il a proposé des intervalles  de 5/4, 6/5, 5/3, et 8/5 pour la division du monocorde, ce qui par la suite a été accepté universellement. Sa tentative de remplacer la solmisation hexacordale par un système de huit syllabes désignant les huit sons d'une échelle diatonique: psal-li-tur-per-vo-ces-is-tas rencontra moins de succès.
Sa contribution à la détermination des valeurs acoustiques, qui était jusqu’alors dédaignée, est considérée comme essentielle. 
Le traité Musica practica contient aussi des  commentaires intéressants sur la notation mesurée, les  altérations chromatiques, des exemples de contrepoint, d’instruments de musique, et des réflexions sur la division de la musique et ses effets. Ramos de Pareja fut le premier théoricien à nommer la méthode désormais connue sous le nom de Main guidonienne  (manus Guidonis) ; avant lui on parlait de main musicale (musicalis manus). Il choisit le titre Musica practica pour souligner le côté pratique plutôt que la composante théorique/mathématique de la musique. Tout au long de l’ouvrage Ramos de Pareja fait allusion à ses propres compositions, aujourd’hui disparues.

## Source
- (es) Cet article est partiellement ou en totalité issu de l’article de Wikipédia en espagnol intitulé « Bartolomé Ramos de Pareja » (voir la liste des auteurs).